# تنورة منديلية
التنورة المِنديليّة هي تنورة ذات حواشٍ غير متماثلة، تصنع من قطع قماشية بأطوال مختلفة مخيطة معاً، لإنشاء حاشية ذات عدة زوايا تتدلى كنقاط. الحاشية تشبه منديلاً يمسكه المركز بحيث تتدلى أركانه كنقاط.

## طالع المزيد
- تنورة
- حاشية (خياطة)